# Рагозино (Белозерский район)
Рагозино — деревня в Белозерском районе Вологодской области на южном берегу озера Андозеро.
По данным на 1951 год, деревня входила в состав куста поселений Андозеро. В деревне была церковь Троицкая и колхоз «Андозеро».
По данным на 2004 год, деревня входит в состав Визьменского сельского поселения, с точки зрения административно-территориального деления — в Визьменский сельсовет.
Расстояние по автодороге до районного центра Белозерска составляет 72 км, до центра муниципального образования деревни Климшин Бор — 10 км. Ближайшие населённые пункты — Аристово, Борково, Мироново.
Население по данным переписи 2002 года — 9 человек.